# Albánci
Albánci (zastarale též Škipetaři nebo ojediněle Arnauti) jsou etnická skupina z Balkánského poloostrova, která sdílí společné albánské předky, kulturu, historii a jazyk. Žijí především v Albánii, Kosovu, Severní Makedonii, Černé Hoře, Srbsku a také v Chorvatsku, Řecku, Itálii a Turecku. Tvoří také velkou diasporu s několika komunitami založenými po celé Evropě, Americe a Oceánii.
Albánci mají paleobalkánský původ, který je připisován Ilyrům, Thrákům nebo jiným paleobalkánským národům a mezi historiky a etnology je stále předmětem debat. Původ Albánců je přitom dodnes ožehavé téma, neboť během územních sporů (například o status Kosova) se jednotlivé národy často prohlašují za původní národ na daném území. V 5. a 6. století našeho letopočtu přešli stejným územím Vizigóti, Hunové a Ostrogóti, v raném středověku o něj soupeřily Byzanc, Turecko, Bulhaři a Srbové.
První zmínka o etnonymu Albanoi (Albani) se objevila ve 2. století našeho letopočtu od Ptolemaia popisujícího ilyrský kmen, který žil v dnešní centrální Albánii. První jistá zmínka o Albáncích jako o etnické skupině pochází od kronikáře z 11. století Michaela Attaleiatese, který je popisuje jako žijící v thematu Dyrrhachion.
Řeka Shkumbini zhruba vymezuje albánský jazyk mezi dialekty gegštinu a toskičtinu. Křesťanství v Albánii bylo pod jurisdikcí římského biskupa až do 8. století našeho letopočtu. Poté byly diecéze v Albánii převedeny pod Konstantinopolský patriarchát. V roce 1054, po velkém schizmatu, se sever postupně ztotožňoval s římským katolicismem a jih s východním pravoslavím. V roce 1190 Albánci založili ve střední Albánii s hlavním městem Krujë Arbešské knížectví.
Kořeny albánské diaspory sahají až do středověkých migrací. Zpočátku přes jižní Evropu a nakonec přes širší Evropu a Nový svět. Mezi 13. a 18. stoletím se značné množství přesouvalo, aby uniklo různým sociálním, ekonomickým nebo politickým potížím. Jedna z populací, Arvanité, se usadila v jižním Řecku mezi 13. a 16. stoletím. Další populace, Arberešové, se usadila na Sicílii a v jižní Itálii mezi 11. a 16. stoletím. Menší populace nazývané Arbanasi se v 18. století usadily v jižním Chorvatsku a v oblastech jižní Ukrajiny.
V 15. století expandující Osmanská říše obsadila Balkánský poloostrov, ale čelila úspěšnému povstání a odporu Lezhské ligy - spojených albánských knížectví vedených Skanderbegem. V 17. a 18. století konvertovalo značné množství Albánců k islámu, což jim nabídlo rovné příležitosti a postup v rámci Osmanské říše. Poté Albánci dosáhli významných pozic a kulturně přispěli k širšímu muslimskému světu. Nesčetní úředníci a vojáci Osmanského státu byli albánského původu, včetně více než 40 velkovezírů a zejména za vlády rodiny Köprülü dosáhla Osmanská říše největšího územního rozšíření. Mezi druhou polovinou 18. století a první polovinou 19. století založili Kara Mahmud paša ze Scutari, Ali Paša Janinský a Ahmet Kurt paša z Beratu albánské pašalíky, zatímco albánský wālī Muhammad Alí Paša založil dynastii, která vládla nad Egyptem a Súdánem až do poloviny 20. století. V tomto období Albánci tvořili v Egyptě významnou komunitu.
Během 19. století kulturní vývoj, široce připisovaný Albáncům, kteří shromáždili duchovní i intelektuální sílu, přesvědčivě vedl k albánské renesanci. V roce 1881 turecká armáda potlačila první snahy o nezávislost země. V roce 1912 během balkánských válek vyhlásili Albánci nezávislost své země. Vymezení nového albánského státu vzniklo po Bukurešťské smlouvě a asi polovina albánské populace zůstala mimo jeho hranice, rozdělená mezi Řecko, Černou Horu a Srbsko. Po druhé světové válce až do revolucí v roce 1991 byla Albánie řízena komunistickou vládou Envera Hodži a Albánie se do značné míry od zbytku Evropy izolovala. V sousední Jugoslávii procházeli Albánci obdobími diskriminace a systematického útlaku, které skončily válkou v Kosovu a nakonec nezávislostí Kosova.

## Osobnosti
Nejznámějším Albáncem je Matka Tereza.
Albánský původ měl nositel Nobelovy ceny za fyziologii Ferid Murad. Prvním albánským historikem byl Marin Barleti.
Nejslavnějším albánským spisovatelem je Ismail Kadare. Kněz Gjon Buzuku napsal první knihu v albánštině. Za prvního albánského spisovatele bývá označován Pjetër Bogdani. Rozvoj středověké albánštiny ovlivnil Frang Bardhi. Klíčovou postavou albánského národního obrození byl spisovatel Naim Frashëri, stejně jako jeho bratr Sami Frašeri. Slavný epos Horská loutna sepsal Gjergj Fishta. Báseň Aleksandëra Stavre Drenovy se stala textem albánské hymny. Představitelem socialistické poezie byl Dritëro Agolli. Mezi významné albánské osobnosti patří také malíř Ibrahim Kodra a skladatel Simon Gjoni. Mezi interprety vážné hudby vynikla sopranistka Inva Mula. V zahraničních produkcích se prosadila v posledních letech herečka Masiela Lusha. I američtí herci John Belushi a jeho bratr Jim Belushi měli albánský původ. Herečka Eliza Dushku je dcerou albánského otce.
Za národního hrdinu je považován zakladatel albánské státnosti Gjergj Kastrioti Skanderbeg. S ním byl spřízněn papež Klement XI., který nechal sepsat dějiny Balkánu Illyricum Sacrum, kterážto kniha je dnes nejcennějším zdrojem informací o nejstarších albánských dějinách. Vlivnými ministerskými předsedy (velkovezíry) Osmanské říše se stali například Kara Mustafa či Muhammad Alí Paša, místokrál Egypta. Zakladatelem moderního albánského státu byl Ismail Kemali. Albánskou pravoslavnou církev založil Fan Stilian Noli, který sehrál klíčovou roli též v revoluci z roku 1924. Dlouholetým vůdcem socialistické Albánie byl Enver Hodža.

## Další známí Albánci

### Hudba
Era Istrefi, Claydee, Rita Ora, Bebe Rexha, Dua Lipa , Amanda Ava Koci (AVA MAX), Gjon´s Tears